# Jungheinrich

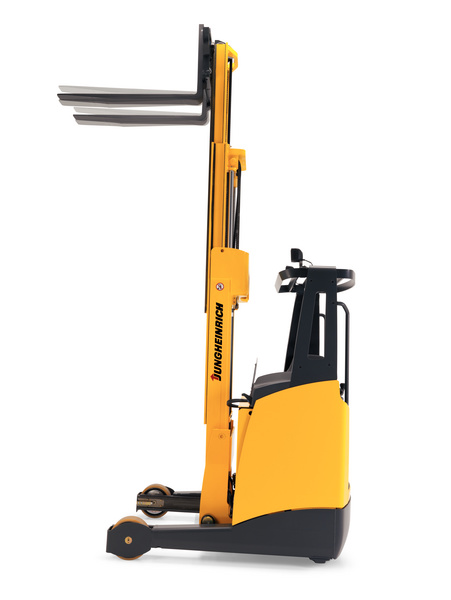
Schubmaststapler ETV214

Die Jungheinrich Aktiengesellschaft mit Sitz in Hamburg ist ein börsennotiertes deutsches Unternehmen in der Flurförderzeug-, Lager- und Materialflusstechnik. In diesen Segmenten rangiert das Unternehmen weltweit auf Platz drei, in Europa auf dem zweiten Platz.

## Geschichte
Friedrich Jungheinrich gründete am 7. August 1953 die H. Jungheinrich & Co. Maschinenfabrik in Hamburg. Die erste Filiale im Ausland wurde 1956 in Österreich eröffnet. 1958 wurde die Unternehmenszentrale mit Werk in Hamburg-Wandsbek in Betrieb genommen. Unter dem Namen „Ameise GmbH“ mit Sitz in Aarau wurde am 11. Juli 1960 die heutige Jungheinrich AG als schweizerische Tochtergesellschaft gegründet.
Ein Gelände in Friedrichsgabe im heutigen Norderstedt wurde 1966 erworben und die Produktion von Hamburg schrittweise bis 1984 dorthin verlagert. Der Unternehmensgründer Friedrich Jungheinrich starb am 28. Januar 1968. 1974 startete das Miet- und Gebrauchtgerätegeschäft mit eigener Organisation. 1989 entstand der Neubau des Werks Lüneburg. Die ersten osteuropäischen Filialen wurden 1991 in Tschechien und Ungarn gegründet.
1994 erwarb Jungheinrich die Steinbock und Boss Group. Die Produktionsstätten in Frankreich, Großbritannien und Spanien wurden geschlossen und die Produktion nach Deutschland verlagert. 2002 wurden die Konzernmarken MIC, Steinbock und Boss aufgegeben und seitdem Geräte nur noch unter dem Markennamen Jungheinrich verkauft. 2004 wurde die Dr.-Friedrich-Jungheinrich-Stiftung gegründet. Sie fördert Stipendien für Studenten im Hauptfach Maschinenbau oder Wirtschaftsingenieurwesen. Das Unternehmen präsentierte 2005 den weltweit ersten Gabelstapler mit Drehkabine.
Im Jahr 2006 eröffnete ein Montagewerk im chinesischen Qingpu bei Shanghai. Hier werden elektrobetriebene Deichselhubwagen montiert. Die gefertigten Niederhub- und Hochhubwagen dienen der Versorgung des Jungheinrich-Vertriebs in China und des asiatischen Marktes. Ebenfalls 2006 nahm das Gebrauchtgeräte-Zentrum Dresden zur Wiederaufbereitung von Gebrauchtgeräten den Betrieb auf. Im Jahr 2009 nahm Jungheinrich in seinem neuen Werk in Landsberg in Sachsen-Anhalt die Produktion von Elektro-Niederhubwagen auf. 2013 wurden in Moosburg an der Isar ein Werk für Lager- und Systemfahrzeuge, in Kaltenkirchen das neue Zentrallager für Ersatzteile und in Qingpu das neue Werk für Flurförderzeuge für die Region Asia-Pacific eingeweiht, Anfang Oktober 2015 ein neues Ersatzteillager am Standort Kuzayevo bei Moskau in Betrieb genommen, das 2022 aufgelöst wurde. Dieses wurde vom Logistikdienstleister Kühne + Nagel Kontrakt-Logistik betrieben und sollte nicht nur Jungheinrich-Kunden in Russland, sondern auch in dessen Anliegerstaaten mit Ersatzteilen versorgen.
Des Weiteren übernahm das Unternehmen Ende 2015 die Münchner MIAS Group, die sich auf Maschinenbau in der Lagerlogistik spezialisiert hat. Im Jahr 2019 gründet Jungheinrich gemeinsam mit der Triathlon GmbH das Joint Venture „JT Energy Systems“ für die Weiterverwendung und Wiederaufbereitung von Lithium-Ionen-Batterien. Im Bereich der Automatisierung hat sich das Hamburger Familienunternehmen außerdem durch eine Beteiligung am Robotik-Start-up Magazino im Jahr 2020 sowie durch die Übernahme von arculus im Jahr 2021, ein im Bereich der Autonomous Mobile Robots tätigem Unternehmen, verstärkt. Zuletzt erweiterte das Unternehmen den Direktvertrieb mit der Eröffnung der neuseeländischen Vertriebsgesellschaft. Anfang des Jahres 2023 baute Jungheinrich die Präsenz im nordamerikanischen Markt durch die Übernahme der Storage Solutions Gruppe aus Indiana (USA) aus.
2024 erwirtschaftete das Unternehmen Jungheinrich mit 20.922 Mitarbeitern einen Umsatzerlös in Höhe von 5,4 Milliarden Euro. Die Hauptverwaltung befindet sich in Hamburg-Wandsbek, wo das Unternehmen Anfang 2016 einen eigenen Neubau bezog. Der Entwurf stammt von den Hamburger Architekten Prof. Klaus Sill & Assoziierte, bauausführend war als Generalunternehmer die MBN Bau AG, Georgsmarienhütte.

## Börsennotierung
Im Jahr 1990 verschmolzen die inländischen Gesellschaften, anschließend firmierten sie in einer Aktiengesellschaft, die mit Vorzugsaktien an die Börse ging und am 30. August 1990 zum ersten Mal notiert wurde. Die Stammaktien, und somit die unternehmerische Kontrolle, liegt weiterhin bei den Familien der beiden Töchter des Unternehmensgründers. Die Jungheinrich-Aktie war bis zum 3. Dezember 2014 Bestandteil des SDAX, mit Wirkung zum 4. Dezember 2014 wurde die Aktie im MDAX geführt. Zum 24. September 2018 wechselte sie wieder in den SDAX. Allerdings wurde sie zum 20. September 2021 erneut in den MDAX aufgenommen.

## Produkte und Dienstleistungen

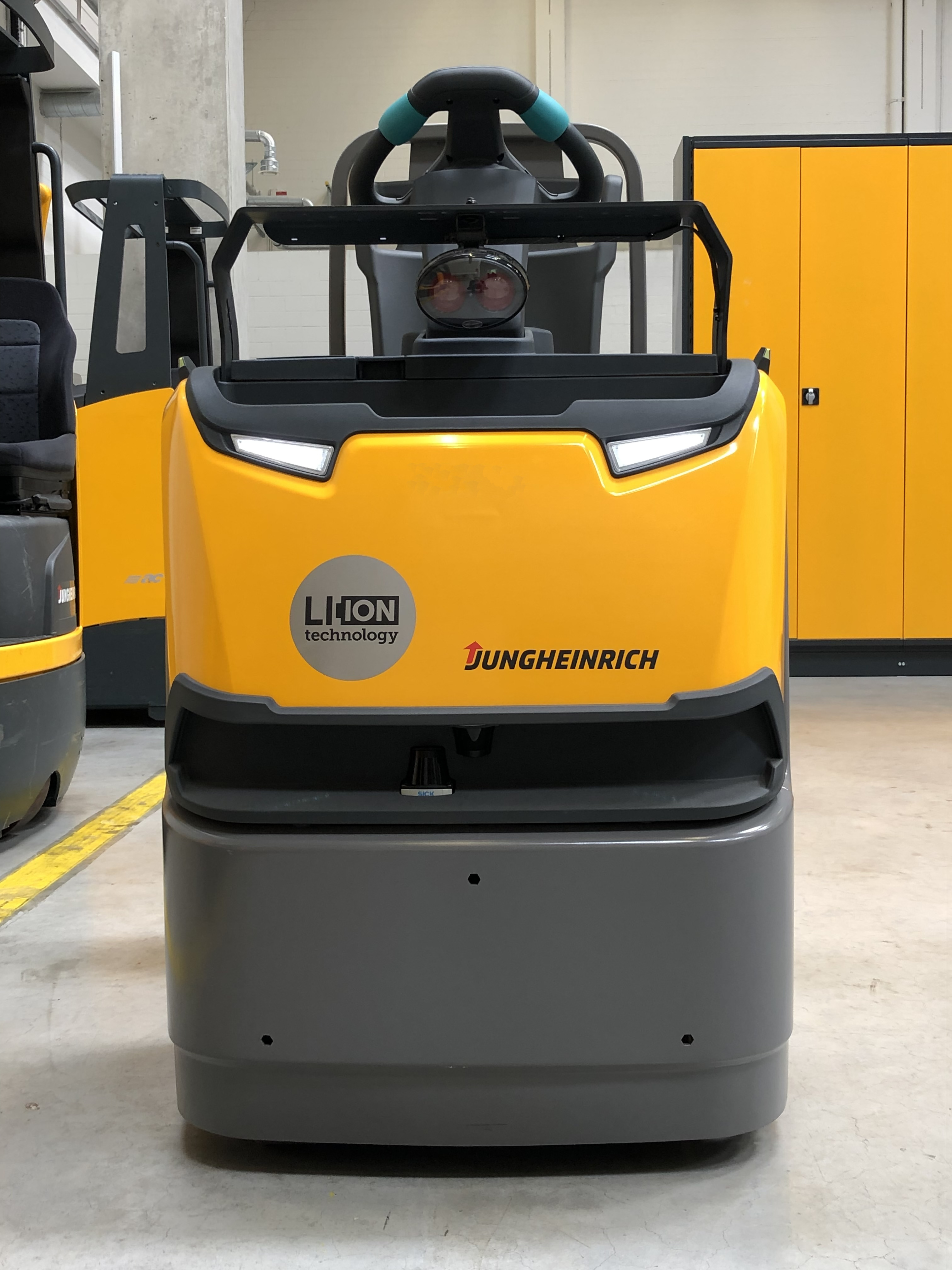
Jungheinrich Lithium-Ionen-Kommissionierer

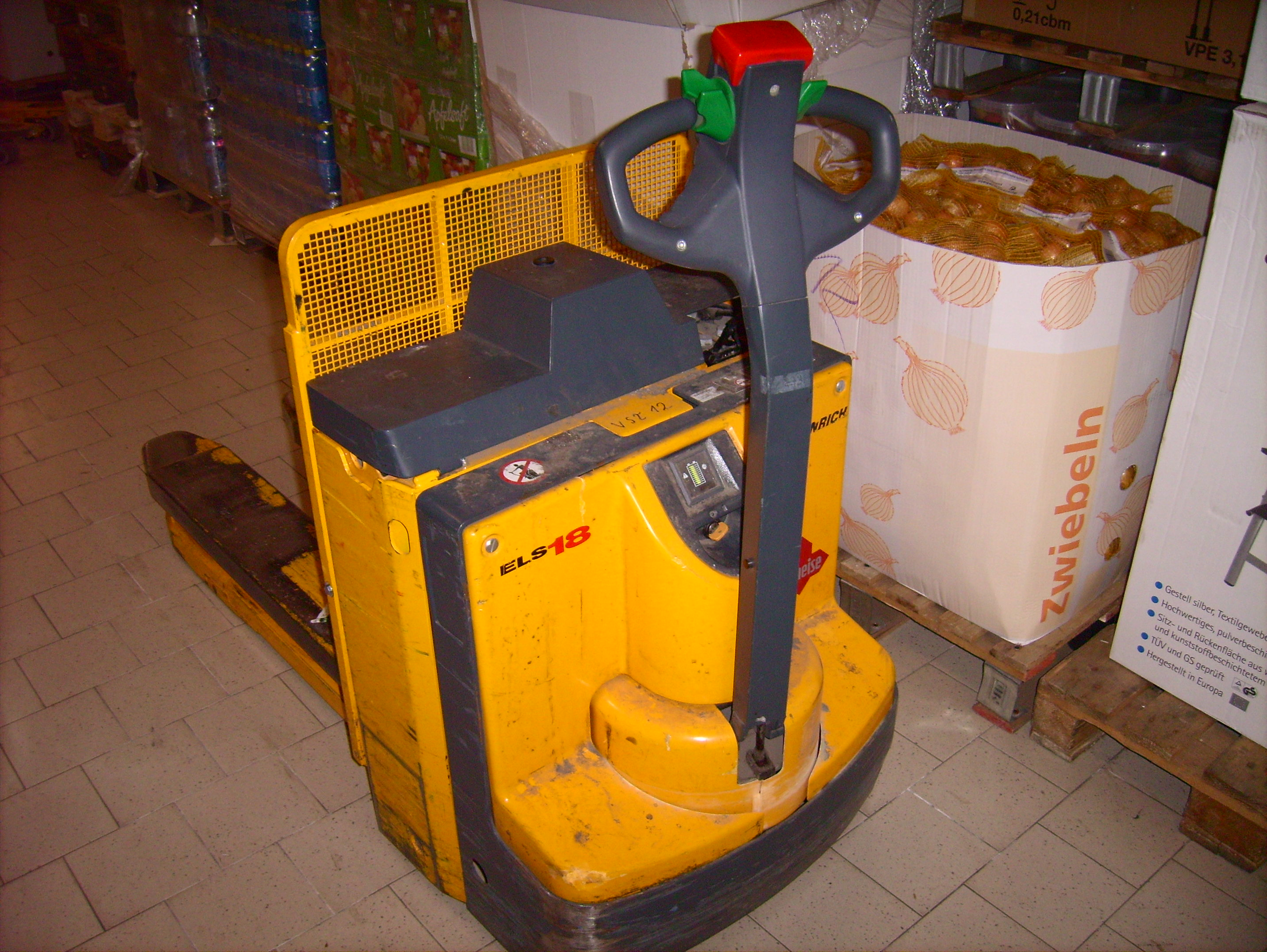
Jungheinrich-Hubwagen „Ameise“

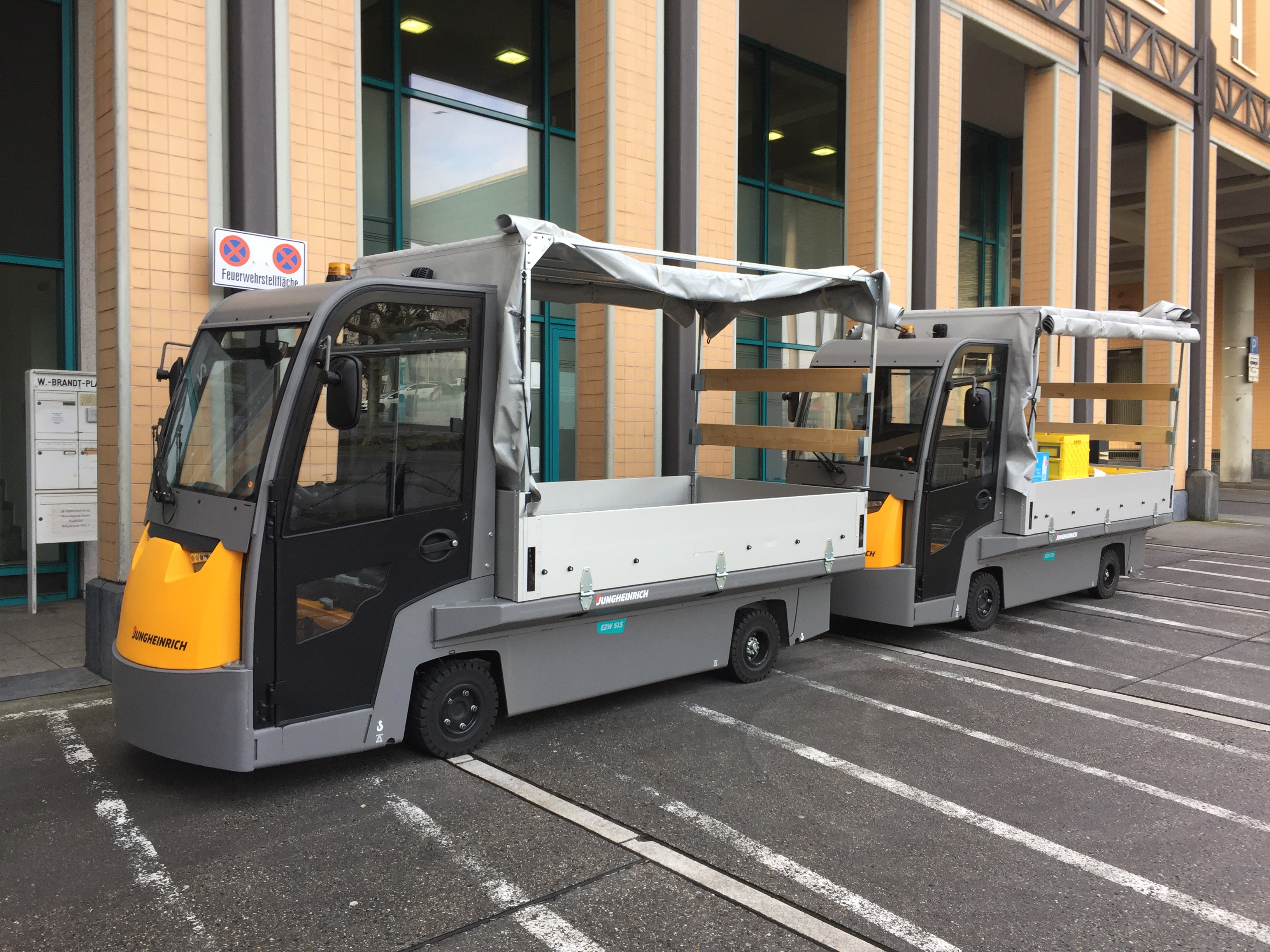
Jungheinrich Schlepper (Plattformwagen)

Das Produktprogramm unterteilt sich in vier Säulen: zum einen Flurförderzeuge wie zum Beispiel Gabelstapler, Hochregalstapler und Schlepper. Bekanntestes Produkt ist die „Ameise“. Sie ist ein eingetragenes Warenzeichen der Firma Jungheinrich Profishop und wird häufig als Synonym für Hand- oder Elektro-Hubwagen benutzt. Mittlerweile produziert das Unternehmen auch fahrerlose Transportsysteme.
Produktgruppen, die von Jungheinrich bedient werden:
- Hubwagen
- Kommissionierstapler
- Schubmaststapler
- Hochregalstapler
- Gabelstapler
- Elektro-Schlepper
- Routenzug-Anhänger
- Regal-Shuttle

Zum zweiten setzt Jungheinrich Regalsysteme um. Diese unterteilen sich in manuelle, semiautomatische und automatische Lagersysteme. Beispiele sind automatische Hochregal-Lager (HRL), automatische Kleinteile-Lager (AKL), Paletten-Lager und kombinierte Systeme.
Zum dritten umfasst das Portfolio intralogistische Gesamtlösungen, sowohl Neuplanung als auch Optimierung bestehender Lager. Die Palette reicht von der Analyse über Planung, Projektierung und Realisierung bis zum After-Sales-Service und ist für alle Automationsgrade möglich. Die Jungheinrich AG bietet hierfür sowohl manuelle Lagersysteme mit dem Warehouse Management System (WMS), Datenfunkdienstleistungen und Datenfunkequipment als auch vollautomatische Lagersysteme mit Regalbediengeräten an.
Ergänzend hierzu bietet das Unternehmen Dienstleistungen rund um die Lagerlogistik an. Die Dienstleistungen umfassen:
- den Kundendienst, also Inspektion, Wartung und Reparatur von Geräten
- Fahrerschulungen
- Vermietung und Absatzfinanzierung der Produkte
- Aufarbeitung und Verkauf von Gebrauchtgeräten

### Vermietung
Die europäische Mietflotte umfasst rund 38.100 Mietstapler mit 600 Fahrzeugvarianten mit Tragfähigkeitsklassen von 1 bis 42 Tonnen sowie Hubhöhen bis 17 Meter.

### Versandhandel
Mit dem Onlineshop Jungheinrich Profishop bietet Jungheinrich seit 2006 Unternehmen ein Sortiment aus den Bereichen Stapeln und Heben, Transport, Lager, Betriebs- und Büroausstattung, Arbeitsschutz und Umwelt. Das Angebot umfasst rund 36.000 Artikel: aus der Jungheinrich-Produktpalette, der Traditionsmarke „Ameise“ sowie Produkte anderer Hersteller. Seit 2007 gibt es den Profishop auch in Österreich.

## Standorte

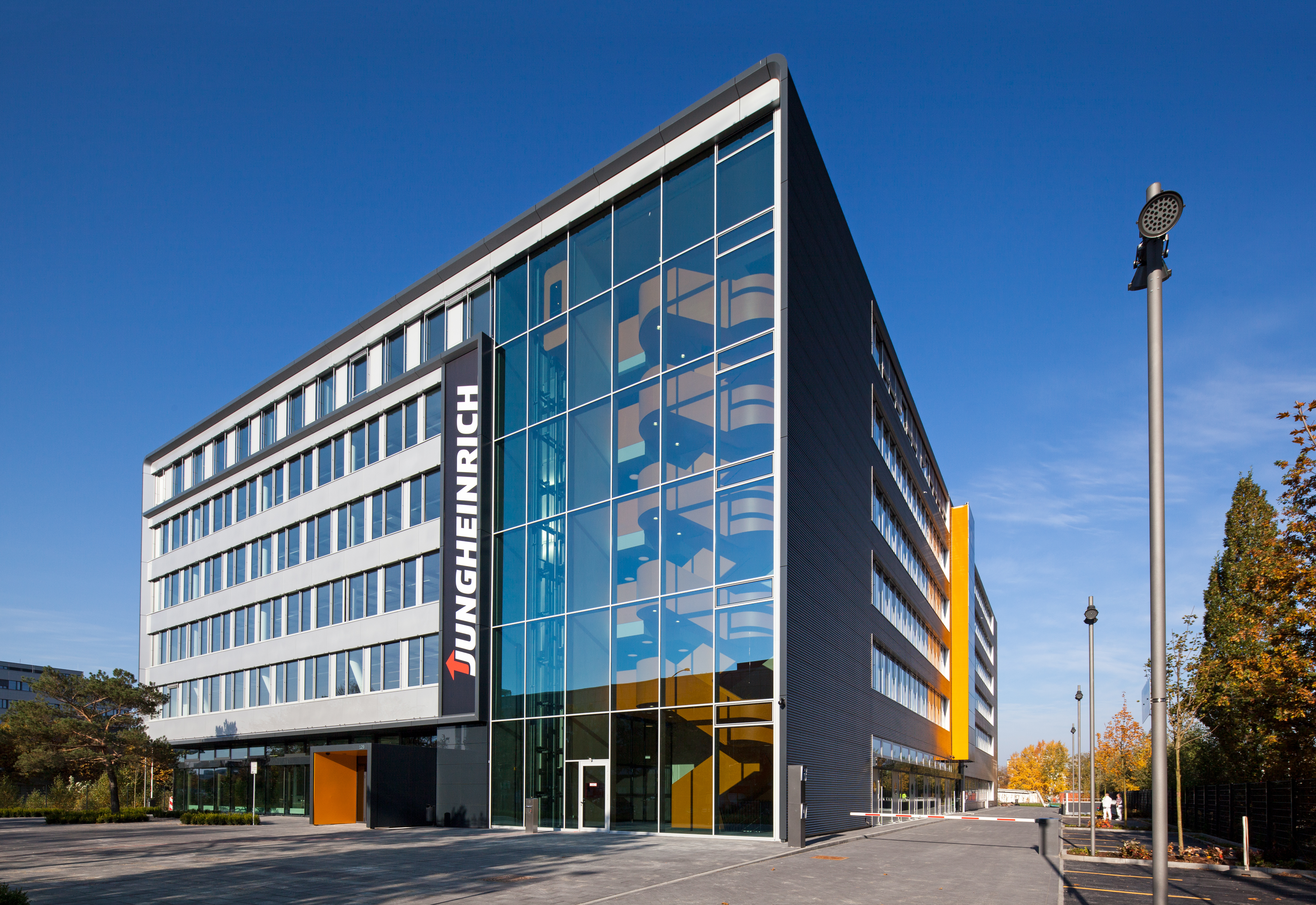
Konzernzentrale am Friedrich-Ebert-Damm in Hamburg-Wandsbek

Jungheinrich ist weltweit in 40 konzerneigenen Vertriebs- und Servicegesellschaften vertreten. Darüber hinaus ist Jungheinrich über Händler, insbesondere in den Überseemärkten, präsent. Der Konzern ist insgesamt in rund 120 Ländern aktiv; er betreibt ein Logistikzentrum für Osteuropa in Bratislava und ein Montagewerk in Qingpu in der Volksrepublik China.
Deutschland
- Hamburg, Konzernzentrale
- Norderstedt, Produktion
- Lüneburg, Produktion - geplante Schließung 2027[24]
- Moosburg an der Isar, Produktion, Planung und Realisierung von Gesamtsystemen
- Klipphausen, Gebrauchtgeräte-Zentrum Dresden
- Kaltenkirchen, Zentrallager Ersatzteile
- Landsberg (bei Halle), Produktion
- München, Produktion

In Deutschland werden 5 Vertriebszentren in mit insgesamt 23 Niederlassungen betrieben.